# Companhia de Desenvolvimento Econômico do Pará
A Companhia de Desenvolvimento Econômico do Pará (Codec) é uma sociedade de economia mista responsável por administrar distritos industriais no Estado do Pará e desenvolver políticas públicas de industrialização e estímulo a investimentos produtivos.  No Pará, a Codec administra os Distritos Industriais localizados nos municípios de Ananindeua, Barcarena, Belém, e Marabá.. 
Em 2015, após reforma administrativa proposta pelo governador Simão Jatene, a Companhia foi reestruturada e na gestão do então presidente José Severino Filho, assumiu novas funções e expandiu seu campo de atuação. Ainda em 2015, após renúncia de José Severino, o empresário Olavo das Neves assumiu a Presidência da Companhia com a proposta de fomentar a política de industrialização, divulgação e estímulo a atração de grandes investimentos para o estado do Pará.
A partir de 2018, a Codec passou a ser presidida pelo empresário do setor de seguros Fábio Lúcio de Souza Costa, com a proposta de agregar setor produtivo e Estado em torno de objetivos comuns.